# Conseil de prud'hommes de Paris
Le conseil de prud'hommes de Paris est une juridiction de premier degré des litiges individuels du travail, compétente territorialement pour Paris. Elle est en France le conseil de prud'hommes le plus important en nombre de litiges tranchés.
La juridiction statue sur la formation, l'exécution ou la rupture du contrat de travail entre employeurs et salariés de droit privé. Les appels sont portés devant le pôle social de la cour d'appel de Paris.
Son siège est situé 27 rue Louis Blanc dans le 10e arrondissement de Paris, à 150 mètres de la station de métro Louis Blanc et en face du commissariat de police du 10e arrondissement. Il s'agit d'un immeuble de six étages. Les salles d'audience se trouvent au rez-de-chaussée et dans les quatre premiers étages. Le sixième étage est réservé à l'administration de la juridiction.

## Historique
Le conseil des prud'hommes du département de la Seine a été créé en 1844.

## Structure
Composée paritairement de conseillers prud'hommes désignés par les syndicats de salariés et les syndicats patronaux, le conseil de prud'hommes compte, au 1er janvier 2023, 832 conseillers prud'hommes,.
Ces conseillers prud'hommes sont répartis en cinq « sections » :
- section « Encadrement » ;
- section « Commerce » ;
- section « Industrie » ;
- section « Activités diverses » (professions libérales, assistantes maternelles, etc.).
- section « Agriculture » (à l’activité résiduelle et très restreinte).

Chacune des sections comprend plusieurs chambres (ainsi, 8 chambres pour la section « Encadrement »).
Chacune des chambres composant les sections et sous-sections comporte deux conseillers issus des syndicats de salariés et deux conseillers issus des syndicats patronaux, c'est-à-dire 4 conseillers.
À compter du1er janvier 2023, le conseil de prud'hommes de Paris est présidé par Christophe Carrère (CGT) et Jacques-Frédéric Sauvage (MEDEF) en est le vice-président.
Le taux de conciliation est d'environ 5%.

## Greffe et audiencement
Au 1er janvier 2023, le greffe commun comprend 92 agents équivalent temps-plein (ETP), sous la supervision d'un directeur de greffe et de deux directeurs-adjoints de greffe.
Le délai d'audiencement au fond des litiges est d'environ 14 mois (sauf cas de mise en départage).
En 2015, le conseil avait en stock 13 210 affaires.

## Départage prud'homal
Compte tenu de la structure paritaire de chacune des chambres composant les sections et sous-sections (chaque chambre comporte 2 conseillers issus des syndicats de salariés et 2 conseillers issus des syndicats patronaux, c'est-à-dire 4 conseillers), il peut arriver qu'il y ait égalité de voix au sein de la juridiction. Dans cette hypothèse, qui survient pour les litiges les plus compliqués, ou mettant en jeu des sommes très importantes, ou portant sur des points de principe, il y a « départage ».
Le litige est alors tranché par un magistrat du siège du tribunal judiciaire de Paris appelé « juge départiteur ». Si les quatre conseillers initiaux sont présents, le litige est tranché avec une composition de cinq membres incluant le juge départiteur (« formation complète ») ; si la formation n'est pas complète, le juge départiteur prend seul la décision après avoir néanmoins recueilli l'avis du ou des conseillers ayant assisté à l'audience de départage.
Au 1er janvier 2022, il y avait six juges départiteurs au sein du conseil des prud'hommes parisien, dont Éric Alt, coordinateur du service.
Le délai d'audiencement des affaires devant le juge départiteur est d'environ 18 mois.

## Référés
Le conseil de prud'hommes de Paris comporte une formation de référé. L'affaire est alors jugée par deux conseillers prud'hommes (un conseiller issu d'un syndicat de salariés, un conseiller issu d'un syndicat d'employeurs).
En cas de partage des voix, l'affaire est portée devant le juge départiteur. L'audience des référés est alors composée du juge départiteur et des deux conseillers.